# Nisqually (fleuve)
Pour les articles homonymes, voir Nisqually.
Le fleuve Nisqually (Nisqually River) est un cours d’eau de 130 km de long de l’ouest de l’État de Washington au nord-ouest des États-Unis. Long de 130 km, il prend sa source au niveau du mont Rainier avant de se diriger vers l’ouest pour se déverser finalement dans le Puget Sound, un bras de mer de l’océan Pacifique.
"Nisqually-1", un spécimen de Populus trichocarpa qui pousse sur la rive du cours d’eau, a vu sa séquence de génome publiée en 2006.

## Géographie

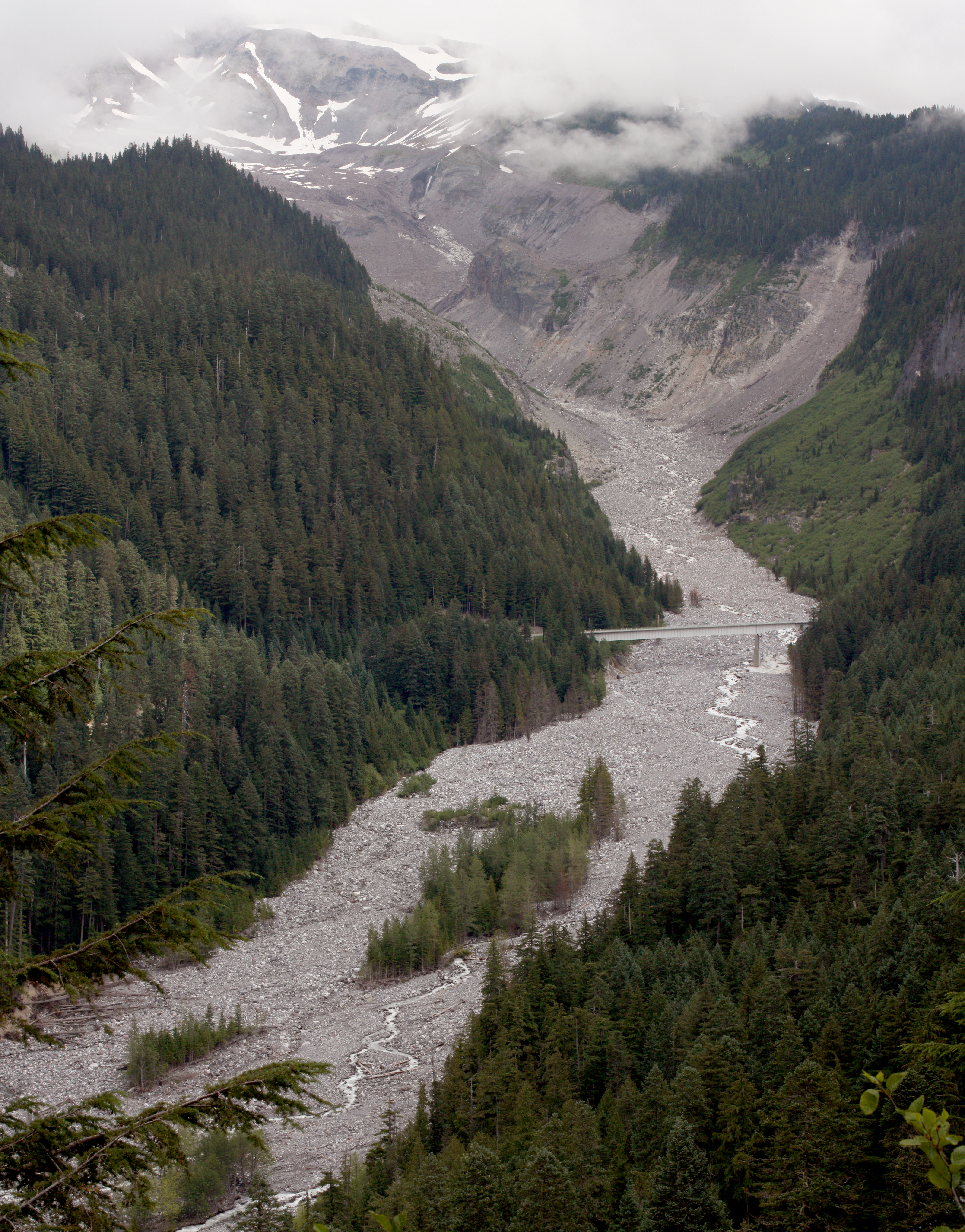
Près de sa source dans le parc national du mont Rainier.

Le fleuve prend sa source dans le sud du parc national du mont Rainier. Il est alimenté par le glacier Nisqually juché sur le versant sud du mont Rainier. Il s’écoule ensuite à l’ouest vers la localité d’Ashford et d’Elbe en longeant la Route d'État 706. Il est équipé de barrages hydroélectriques (Barrage Alder et Barrage La Grande) qui forment deux lacs de retenue. Des échelles à poissons permettent aux saumons et autres poissons de passer ces obstacles et de remonter le courant.
La rivière traverse ensuite les régions de McKenna, de Fort Lewis et de la réserve amérindienne Nisqually Indian Reservation.  Le fleuve passe ensuite sous l’Interstate 5 avant de rejoindre son embouchure au niveau du Puget Sound à environ 20 kmde la capitale Olympia.
Le fleuve forme la frontière entre les comtés de Pierce et de Lewis.

## Histoire
Le fleuve Nisqually est historiquement lié au territoire de la tribu amérindienne Nisqually. L’important Traité de Medicine Creek durant les années 1850, réalisé entre les blancs et les amérindiens de la région, fut signé près de l’embouchure du fleuve. La tribu fut ensuite déplacée dans une petite réserve à l’est d’Olympia mais à la suite de résistances, ces derniers eurent finalement une plus grande réserve le long du fleuve.
En 1917, l’US Army prit possession d’une partie de la réserve pour y construire le Fort Lewis

## Affluents
- Van Trump Creek;
- Paradise River;
- Muck Creek;
- Yelm Creek;
- Tanwax Creek;
- Ohop Creek;
- Mashel River;
- Little Nisqually River;
- East Creek;
- Mineral Creek ;
- Big Creek;
- Kautz Creek.

## Villes et cités sur le Nisqually
- Yelm;
- McKenna;
- Elbe;
- Ashford.